# Académica Petróleos do Lobito
Académica Petróleos do Lobito, beter bekend als Académica Lobito, is een Angolese voetbalclub uit de stad Lobito. Académica Lobito speelt zijn thuiswedstrijden in het Estádio do Buraco, dat plaats biedt aan zo'n 15.000 toeschouwers. In 2011 degradeerde de club uit de Girabola. 